# Polybotrya duplicatoserrata
Polybotrya duplicatoserrata là một loài dương xỉ trong họ Dryopteridaceae. Loài này được Hayata mô tả khoa học đầu tiên năm 1915.
Danh pháp khoa học của loài này chưa được làm sáng tỏ. 